# Nicolás García
Mauro Nicolás García Hemme (Las Palmas, 20 de junho de 1988) é um taekwondista espanhol.
Nicolás García competiu nos Jogos Olímpicos de 2012, na qual conquistou a medalha de prata.